# Salas y Gómez
Salas y Gómez (spansk: Isla Salas y Gómez eller Isla Sala y Gómez) er en lille ubeboet ø i Stillehavet 3.210 km vest for Chile, som øen tilhører. Øen udgør det østligste punkt i den Polynesiske Trekant. Øen og havet omkring den er et beskyttet havområde kaldet Parque Marino Salas y Gómez med et areal på 150.000 km².

## Geografi
Salas y Gómez består af af to klipper, en mindre (0,04 km²) mod vest og en større (0,11 km²) mod øst. De to klipper er forbundet af en smal, ca. 30 m bred, tange mod nord. Det højeste punkt er 30 m.o.h. og ligger mod syd på den østlige klippe, mens det højeste punkt på den vestlige klippe er 26 m.o.h. Kysten består af forrevne klipper, hvilket gør, at det er yderst vanskeligt at lægge til på øen, bortset fra i blikstille vejr.
Der findes ingen permanente ferskvandskilder på øen, men der er en fordybning på østklippen, hvor der opsamles regnvand. Den lille sø kan blive op til 75 m i diameter.
Skønt øen kan se tør nok ud på overfladen, er områderne med sand fugtige få centimeter nede. Det flade sandfyldte område er det eneste sted på øen, hvor det er muligt at lande med en helikopter.
Øerne er toppen af et cirka 3.500 m høj bjerg beliggende på havbunden. Øen består hovedsageligt af andesit, der er en lavatype.

## Historie
Der er ikke tegn på, at øen nogensinde har været beboet permanent, men beboerne på Påskeøen kendte til øens eksistens og havde givet den navnet Motu Motiro Hiva eller Manu Motu Motiro Hiva, hvilket betyder "(Fuglens) Skær på vej til Hiva".
De første europæer, der opdagede øen, var den spanske sømand José Salas Valdés, der fik øje på den 23. august 1793. Den blev senere undersøgt af en anden spansk sømand José Manuel Goméz, og disse to har lagt navn til øen.
I 1888 gjorde Chile krav på øen, som blev administreret af det chilenske forsvar. I 1966 blev øen inkluderet i Isla de Pascua-departementet, der i blev ændret til Påskeø-provinsen.
I 2010 annoncerede præsident Sebastian Piñera oprettelsen af det beskyttede havområde Parque Marino Salas y Gómez eller Parque Marino Motu Motiro Hiva. Hensigten var at sætte fokus på studiet af de økologiske værdier af området og bevæge sig i retning af en fredning.